# Joseph K. Mansfield

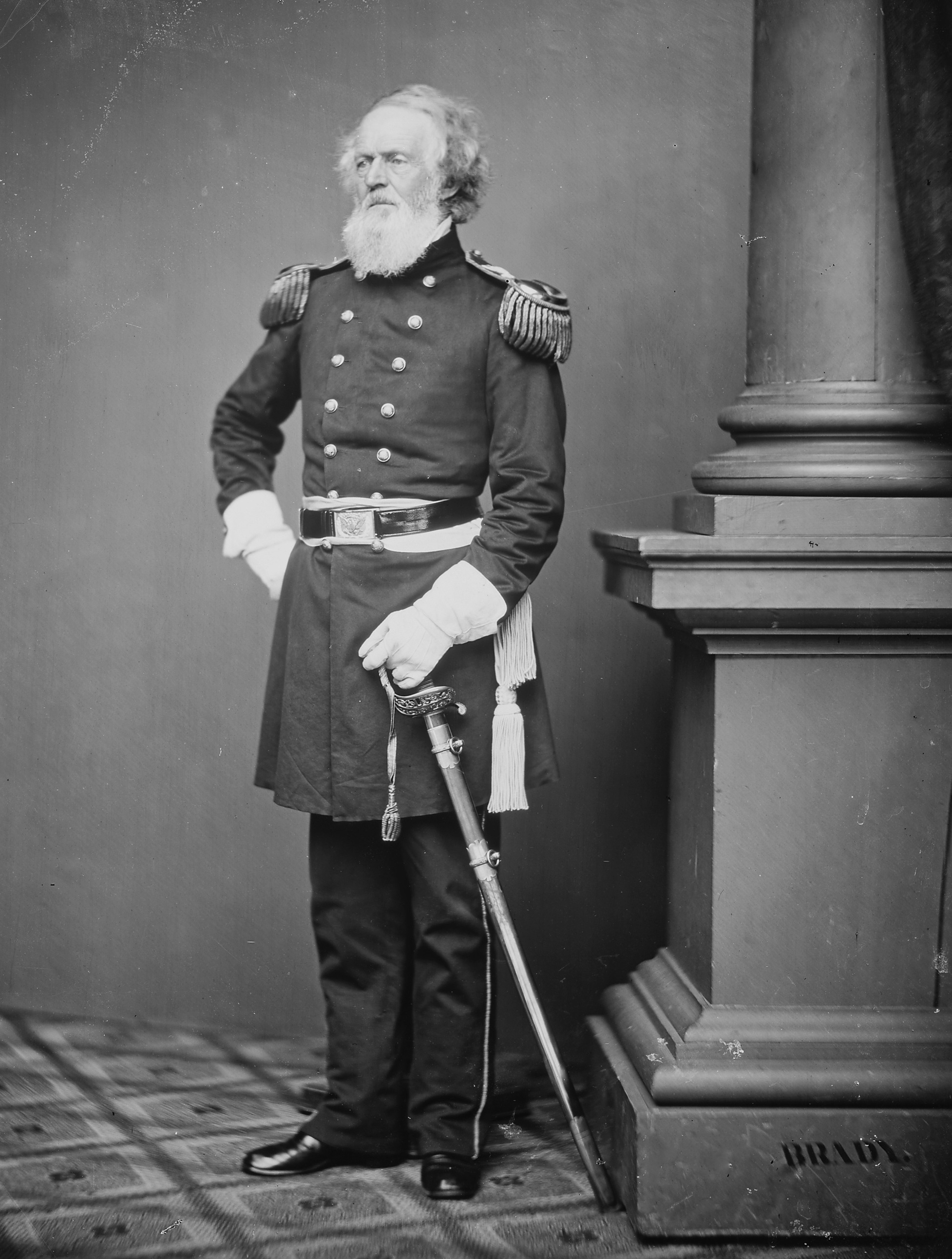
Joseph K. F. Mansfield

Joseph King Fenno Mansfield (* 22. Dezember 1803 in New Haven, Connecticut; † 18. September 1862 in Sharpsburg, Maryland) war ein Berufsoffizier der US-Armee, Bauingenieur und Generalmajor der Nordstaaten. Im Krieg gegen Mexiko 1846/7 diente er als Chefingenieur unter General Zachary Taylor und von 1848 bis 1853 war er Mitglied des Board of Engineers, das mit der Planung der Verteidigung beider amerikanischen Küsten beauftragt war. 1853 wurde er vom Kriegsminister Jefferson Davis zum Generalinspekteur ernannt. Während der Schlacht von Antietam kommandierte er das XII. Corps und wurde tödlich verwundet.

## Leben
Joseph King wurde 1803 als Sohn von Henry Mansfield und Mary Fenno Mansfield in Connecticut geboren, er war ein Cousin von Joseph G. Totten. Vor und während seiner Militärkarriere lebte er in Middletown, Middlesex County. 1817 trat er in die United States Military Academy ein und graduierte 1822 als 2. von 40. Klassenkameraden. Er wurde als Secondeleutnant im Corps of Engineers ernannt. Sein weiterer Aufstieg kam wegen der langen Friedenszeit nur langsam voran, er wurde erst 1832 zum Oberleutnant und 1838 zum Hauptmann befördert.
Am 25. September 1838 verheiratete er sich in Middletown, mit Louisa Maria Mather (14. Juni 1808–22. Februar 1880), das Paar hatte mehrere Kinder, darunter Joseph Totten (1843–1844), Mary Louisa (1841–1863), Katherine (1850–1918), Samuel (1839–1928) und Henry Livingston (1845–1918).
Im Mexikanisch-Amerikanischen Krieg erhielt er am 9. Mai 1846 für seinen Einsatz vor Fort Brown, Texas, die Beförderung zum Brevet-Major. In der Schlacht von Monterrey wurde er am Bein verwundet und zum Brevet-Oberstleutnant befördert. 1847 wurde er nach der Schlacht von Buena Vista zum Oberst und nach dem Krieg am 28. Mai 1853 zum Generalinspektor der US-Armee ernannt.
Zu Beginn des Bürgerkriegs befehligte Mansfield das Department of Washington und wurde am 14. Mai 1861 zum Brigadegeneral befördert. Er war im Oktober 1861 in Cape Hatteras, North Carolina, stationiert, nachdem Benjamin Butler dort im August einen Kampf geführt hatte. Von März bis Juni 1862 war er Brigadekommandeur im Department of Virginia. Seine einzige Kampfaktivität erfolgte in dieser Zeit am 9. März 1862, als er die Küstenbatterien von Hampton Roads auf die Virginia beim Seegefecht gegen die Monitor abfeuerte. Bis zum Herbst befehligte Mansfield die Suffolk-Division des VII. Corps im Departement Virginia.
Als der konföderierte General Robert E. Lee in der Maryland-Kampagne zum ersten Mal im Norden einmarschierte, erhielt Mansfield am 15. September 1862, zwei Tage vor der Schlacht von Antietam, das Kommando über das XII. Corps der Potomac-Armee. Er kam zwar mit 40 Dienstjahren ins Lager, aber ohne wirkliche Frontkämpfe. Er war bereits ganz weißhaarig, hatte aber doch eine energische Art, die sein Alter Lügen strafte. Seine Offiziere hielten ihn für nervös und pingelig, aber seine Männer, von denen viele neue Rekruten waren, mochten ihn aufgrund seines stürmischen Enthusiasmus und seiner väterlichen Selbstsicherheit. Am Morgen des 17. September 1862 griff das I. Corps unter Generalmajor Joseph Hooker von Norden parallel zum Hagerstown Turnpike an und stieß gegen die linke Flanke der Konföderierten. Mansfields Korps kam unmittelbar dahinter. Als sich die Führungsbrigade durch ein offenes Feld östlich des Miller-Gehöfts bewegte, wurden sie von konföderierten Kanonieren beschossen, die einen schrecklichen Tribut forderten. Die Unionstruppen rückten in mehreren Kolonnen vor, ihre Offiziere führte dieses Manöver aber in offenen Kampflinien, was die Opfer durch Artilleriebeschuss verringern sollte. Mansfield widerrief diese Befehle und bestand darauf, dass die Truppen in der alten Formation marschieren sollen, weil er befürchtete, dass die Männer außerhalb der unmittelbaren Kontrolle ihrer Offiziere ausbrechen würden. Er griff dabei persönlich an der linken Flanke bei der Brigade von Samuel W. Crawford in den East Woods an. Er kehrte nach hinten zurück, um weitere Truppen heranzuführen, als er die Linie wieder erreichte, sah er die Soldaten des 10. Maine-Infanterieregiments in den Wald schießen. Mansfield, nahm an, dass Männer von Hookers Korps in den Wäldern waren, ritt die Regimentslinie hinunter und rief: "Sie schießen auf unsere eigenen Männer!" Die Soldaten überzeugten Mansfield, dass sie es nicht waren und selbst schweres Feuer aus dem Wald erhielten. Mansfield antwortete: "Ja, ja, Sie haben Recht", und genau in diesem Moment traf ihn eine Kugel direkt in den Bauch. Er konnte noch absteigen und sein Pferd nach hinten führen, bevor er zusammenbrach. Er wurde in ein Feldlazarett auf der Farm von George Line gebracht, wo er am nächsten Morgen verstarb. Mansfield wurde auf dem Indian Hill Cemetery in Middletown beigesetzt und wurde rückwirkend am 18. Juli 1862 posthum für seine bei Antietam bewiesene Tapferkeit zum Generalmajor befördert.